# Zinaïda Tourtchyna
Pour les articles homonymes, voir Tourtchina.
Zinaïda Mykhaïlivna Tourtchyna (ukrainien : Зінаїда Михайлівна Турчина, anglais : Zinaida Turchyna), née Zinaïda Stolitenko le 17 mai 1946 à Kiev, est une ancienne handballeuse soviétique puis ukrainienne. En 1999, elle a été élue meilleure joueuse du XXe siècle par l'IHF.

## Biographie
Commençant le handball à 12 ans, Zinaïda Stolitenko rejoint le club du Spartak Kiev à l'âge de 16 ans, en 1962 et y restera tout au long de sa carrière jusqu'en 1994, étant également entraîneuse à compter de 1990. Dès l'âge de 19 ans, elle se marie avec Ihor Tourtchyne, son entraîneur. Ensemble, ils auront une fille, en 1971, et un fils en 1983.
Au Spartak Kiev, elle se construit un palmarès impressionnant composé de treize Coupes des clubs champions et 20 championnats d'URSS.
En équipe nationale d'URSS, entraînée par son mari, Ihor Tourtchyne, elle a été sélectionnée à plus de 500 reprises entre 1965 et 1988. Ensemble, ils remporteront deux titres olympiques, lors des Jeux olympiques de 1976 à Montréal puis des Jeux olympiques de 1980, ainsi qu'une médaille de bronze en Jeux olympiques de 1988, à 42 ans. Elle remporte également deux titres de championne du monde en 1982 et en 1986, après avoir échoué en finale en 1975 et en 1978. Elle a aussi remporté la médaille de bronze au Championnat du monde 1973.
Après le décès de son mari sur le banc de touche à Bucarest le 7 novembre 1993, elle reprend le poste d'entraîneur du club de Kiev. Elle occupe également le poste de sélectionneuse de la sélection nationale d'Ukraine.

## Palmarès

### Club
Compétitions internationales
- Coupe des clubs champions (C1)
  - Vainqueur  (13) : 1970, 1971, 1972, 1973, 1975, 1977, 1979, 1981, 1983, 1985, 1986, 1987, 1988
  - Finaliste (2) : 1974, 1989
- Coupe des vainqueurs de coupe (C2)
  - Finaliste (1) : 1991
- Coupe de l'IHF (C3)
  - Finaliste : 1990 (de)

Compétitions nationales
- Championnat d'Union soviétique
  - Vainqueur (20) : 1969-1988
  - Vice-champion en 1967, 1990, 1991
  - Troisième en 1968, 1989
- Championnat d'Ukraine
  - Vainqueur (1) : 1992

### Sélection nationale
Jeux olympiques
- médaille d'or aux Jeux olympiques de 1976 à Montréal
- médaille d'or aux Jeux olympiques de 1980 à Moscou
- médaille de bronze aux Jeux olympiques de 1988 à Séoul

Championnats du monde
- troisième du championnat du monde 1973
- finaliste du championnat du monde 1975
- finaliste du championnat du monde 1978
- vainqueur du championnat du monde 1982
- vainqueur du championnat du monde 1986

### Distinction personnelle
- élue meilleure joueuse du XXe siècle par l'IHF en 1999[2].